# Се Цзюнь
Се Цзюнь (кит. трад. 謝軍, упр. 谢军, пиньинь Xiè Jūn; род. 30 октября 1970, Баодин, Китай) — китайская шахматистка, седьмая чемпионка мира. Одна из трёх чемпионок мира (Елизавета Быкова, Се Цзюнь и Хоу Ифань), которым удавалось после перерыва возвращать себе шахматную корону. Чемпионка мира, сначала с 1991 до 1996, и снова с 1999 до 2001. Заслуженный тренер и международный арбитр ФИДЕ (2004). В настоящее время (февраль 2021) президент Китайской шахматной ассоциации.

## Биография
Се Цзюнь родилась в 1970 году.
В 1976 году Се начала играть в сянци — китайскую настольную игру, напоминающую шахматы. В 10 лет стала чемпионкой Пекина по сянци среди девочек. По настоянию правительства, вскоре после этого она начала играть и в западные шахматы.
В 1991 году Се Цзюнь впервые стала чемпионкой по шахматам, обыграв грузинскую шахматистку Майю Чибурданидзе со счётом 8½ — 6½. В 1993 году Се Цзюнь во второй раз успешно защитила титул против Наны Иоселиани, выиграв со счётом 8½ — 2½. В этом же году стала гроссмейстером.
Потеряла звание чемпионки в 1996 году, проиграв Жуже Полгар 4½ — 8½.
В 1999 году 29-летняя Се Цзюнь в третий раз возвратила звание чемпионки, победив Алису Галлямову — 8½ — 6½, после того, как ФИДЕ лишила Жужу Полгар титула.
В 2000 году ФИДЕ изменила формат мирового чемпионата, перейдя на систему соревнований с выбыванием. Се Цзюнь в четвёртый раз выиграла у китайской шахматистки Цинь Каньин 2½ — 1½ в заключительном матче, став таким образом первой шахматисткой, выигравшей титул чемпионки мира по нокаут-системе.
В 1998 г. получила докторскую степень в области психологии в Пекинском педагогическом университете.
Выступает на официальных соревнованиях очень редко, последние 4 партии сыграла в 2007 году.

## Изменения рейтинга
| Графики недоступны из-за технических проблем. См. информацию на Фабрикаторе и на mediawiki.org. |